# Плезант-Веллі (Аляска)
Плезант-Веллі (англ. Pleasant Valley) — переписна місцевість (CDP) в США, в окрузі Фербенкс-Норт-Стар штату Аляска. Населення — 606 осіб (2020).

## Географія
Плезант-Веллі розташований за координатами 64°53′8″ пн. ш. 146°53′55″ зх. д. / 64.88556° пн. ш. 146.89861° зх. д. (64.885434, -146.898609).  За даними Бюро перепису населення США в 2010 році переписна місцевість мала площу 80,55 км², уся площа — суходіл.

## Демографія
Згідно з переписом 2010 року, у переписній місцевості мешкало 725 осіб у 312 домогосподарствах у складі 192 родин. Густота населення становила 9 осіб/км².  Було 396 помешкань (5/км²).
Расовий склад населення:
| - 89,7 % — білих - 3,7 % — корінних американців - 0,6 % — чорних або афроамериканців - 0,6 % — азіатів |

До двох чи більше рас належало 5,1 %. Частка іспаномовних становила 1,7 % від усіх жителів.
За віковим діапазоном населення розподілялося таким чином: 23,4 % — особи молодші 18 років, 65,3 % — особи у віці 18—64 років, 11,3 % — особи у віці 65 років та старші. Медіана віку мешканця становила 43,1 року. На 100 осіб жіночої статі у переписній місцевості припадало 103,1 чоловіків;  на 100 жінок у віці від 18 років та старших — 105,6 чоловіків також старших 18 років.
Цивільне працевлаштоване населення становило 72 особи. Основні галузі зайнятості: роздрібна торгівля — 61,1 %.